# Dzwono-Sierbowice
Dzwono-Sierbowice – wieś w Polsce położona w województwie śląskim, w powiecie zawierciańskim, w gminie Pilica. Przez wieś przebiega droga wojewódzka nr 794. 
W latach 1975–1998 miejscowość administracyjnie należała do województwa katowickiego.

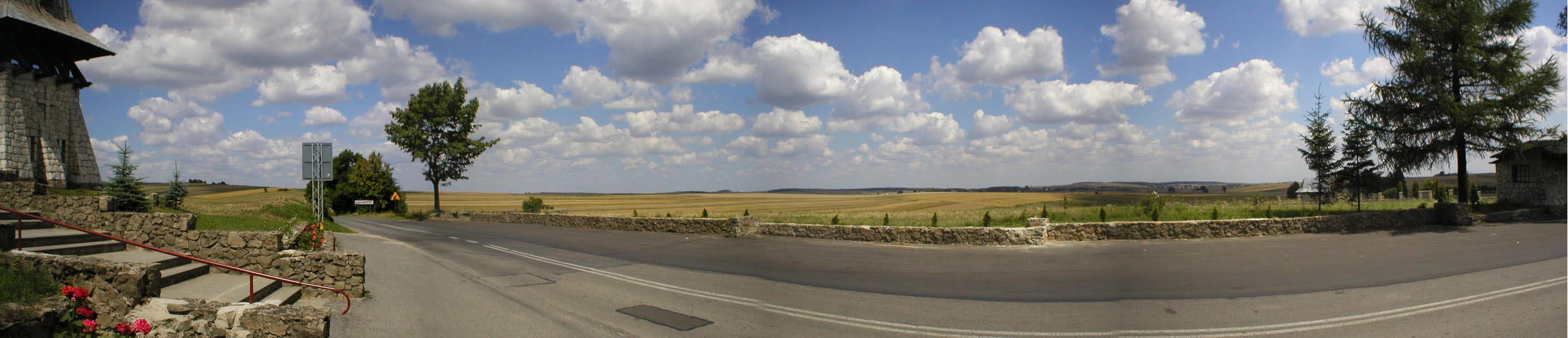
Panorama sprzed kościoła w Dzwono-Sierbowicach